# Liste des maires de Reykjavik
Cette page liste les maires de Reykjavik
| Nom                               | Début du mandat   | Fin du mandat     |
| --------------------------------- | ----------------- | ----------------- |
| Páll Einarsson                    | 7 mai 1908        | 7 mai 1914        |
| Knud Zimsen                       | 7 mai 1914        | 30 décembre 1932  |
| Jón Þorláksson                    | 30 décembre 1932  | 20 mars 1935      |
| Pétur Halldórsson                 | 20 mars 1935      | 8 octobre 1940    |
| Bjarni Benediktsson               | 8 octobre 1940    | 4 février 1947    |
| Gunnar Thoroddsen                 | 4 février 1947    | 6 octobre 1960    |
| Auður Auðuns Geir Hallgrímsson    | 19 novembre 1959  | 6 octobre 1960    |
| Geir Hallgrímsson                 | 6 octobre 1960    | 1er décembre 1972 |
| Birgir Ísleifur Gunnarsson        | 1er décembre 1972 | 15 août 1978      |
| Egill Skúli Ingibergsson          | 15 août 1978      | 27 mai 1982       |
| Davíð Oddsson                     | 27 mai 1982       | 16 juillet 1991   |
| Markús Örn Antonsson              | 16 juillet 1991   | 17 mars 1994      |
| Árni Sigfússon                    | 17 mars 1994      | 13 juin 1994      |
| Ingibjörg Sólrún Gísladóttir      | 13 juin 1994      | 1er février 2003  |
| Þórólfur Árnason                  | 1er février 2003  | 30 novembre 2004  |
| Steinunn Valdís Óskarsdóttir      | 30 novembre 2004  | 13 juin 2006      |
| Vilhjálmur Þórmundur Vilhjálmsson | 13 juin 2006      | 16 octobre 2007   |
| Dagur B. Eggertsson               | 16 octobre 2007   | 24 janvier 2008   |
| Ólafur F. Magnússon               | 24 janvier 2008   | 21 août 2008      |
| Hanna Birna Kristjánsdóttir       | 21 août 2008      | 15 juin 2010      |
| Jón Gnarr                         | 15 juin 2010      | 12 juin 2014      |
| Dagur B. Eggertsson               | 12 juin 2014      | 16 janvier 2024   |
| Einar Þorsteinsson                | 16 janvier 2024   | 21 février 2025   |
| Heiða Björg Hilmisdóttir          | 21 février 2025   | En cours          |